# Bếp công nghiệp

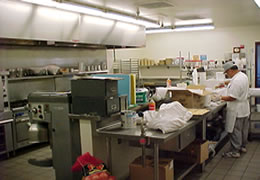
Bếp cantin

Tại các nước phát triển, nhà bếp hay nhà ăn trong khách sạn, bệnh viện, nơi làm việc, trường học hay trại lính đều là đối tượng của luật y tế công cộng. Nhà bếp tại những nơi này sẽ được nhân viên y tế kiểm tra định kỳ, và nếu như không đạt yêu cầu vệ sinh thì bếp ăn và nhà bếp của những nơi này bắt buộc phải đóng cửa.
Khu bếp là nơi đầu tiên được ứng dụng những công nghệ mới, ví dụ như bếp lò tiết kiệm năng lượng của Benjamin Thomson vào đầu thế kỷ 19. Kiểu lò này được làm bằng sắt và đóng kín hoàn toàn, có thể sử dụng một ngọn lửa để đun nóng nhiều nồi và được thiết kế cho nhưng khu bếp rộng. Và 30 năm sau đó, kiểu bếp này được đưa vào sử dụng trong các hộ gia đình
Ngày nay, trong khu bếp tại các nhà hàng người ta thường dùng gạch ốp tường hay sàn nhà hoặc dùng inox để bao phủ các bề mặt như bàn chế biến, cửa hay ngăn kéo vì những chất liệu này bền và dễ lau chùi. Những khu bếp chuyên nghiệp thường được trang bị lò nướng băng ga để trong khi nấu nướng có thể điều chỉnh nhiệt độ nhanh hơn và dễ dàng hơn là dùng lò nướng điện. Ngoài ra, một vài thiết bị đặc biệt được dùng cho các khu bếp chuyên nghiệp như những chảo rán lớn, nồi hấp,nồi đun cách thủy. (Kể từ năm 2004, người ta không còn nhầm lẫn giữa nồi hấp và nồi áp suất nữa mà họ bắt đầu tìm cách phát triển các thiết bị gia dụng mới).
Trong thời đại công nghiệp, đồ ăn nhanh trở nên phổ biến và nó cũng thay đổi cách hoạt động của khu bếp trong các nhà hàng, quán ăn. Các nhà hàng hiện nay thường có xu hướng chuẩn bị sẵn các món ăn và chỉ việc hâm nóng lại khi có khách gọi món, hoặc phòng bếp tại các nhà hàng hiện nay chỉ dùng để làm các món nướng, hamburger hay bít tết.

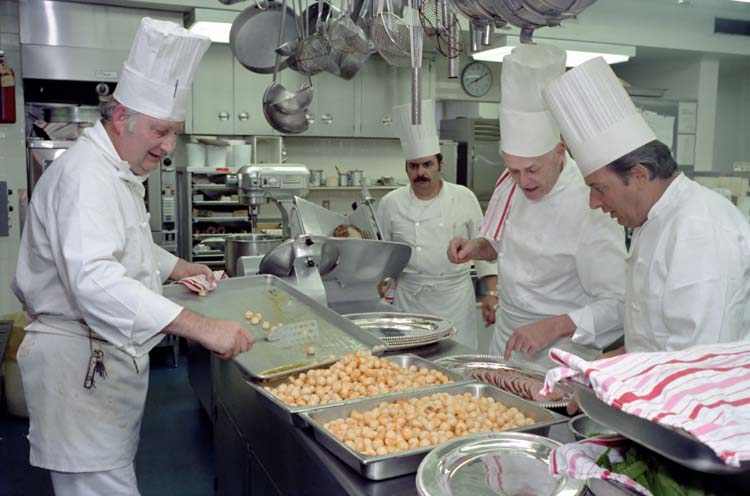
Bếp nhà hàng

Ngoài ra, còn có nhiều kiểu nhà bếp như bếp trong toa ăn uống trên tàu, trên tàu thủy, du thuyền hay máy bay v...v. Khu bếp trên tàu hỏa thường có những hạn chế như không gian hạn chế và nhân viên phục vụ phải phục vụ lượng lớn thực khách trong thời gian ngắn. đặc biệt trong thời gian đầu của lịch sử đường sắt, việc phục vụ ăn uống trên tàu yêu cầu sự sắp xếp hoàn hảo của các quá trình, tuy nhiên, hiện nay, lò vi sóng đã giúp công việc đó nhanh hơn và dễ dàng hơn. khu bếp trên các du thuyền cũng khá chật hẹp và thường chỉ có 1 hoặc 2 bếp đun, tuy nhiên, bếp trên tàu du lịch hay tàu chiến lại khá rộng và có diện tích như khu bếp của các nhà hàng hoặc nhà ăn.khu bếp trên máy bay có diện tích như tủ để đồ ăn và chỉ có chức năng duy nhất là đun nóng bữa ăn trong giữa chuyến bay cho hành khách. Ngoài ra, một kiểu " tối giản" nhất trong các kiểu bếp đó là bếp dùng ngoài không gian như trên tàu con thoi hoặc trạm vũ trụ quốc tế. thức ăn của các nhà du hành đều được chuẩn bị sẵn và hầu như bị khử hết nước rồi bọc kín trong những túi nhựa, vì chỉ có chức năng bù lại nước và hâm nóng lại thức ăn, nên những khu bếp này được giảm diện tích tối đa.
Khi nấu nướng ngoài trời, người ta không coi đó là một nhà bếp hoàn chỉnh, ví dụ như khi đi cắm trại, người ta có thể coi đó như một " nhà bếp ngoài trời". trong các trại quân đội hay các nơi định cư tạm thời, người ta sẽ dành riêng một căn lều để làm nhà bếp.
Tại các trường giảng dạy môn kinh tế gia đình hoặc công nghệ thực phẩm, người ta sẽ trang bị một loạt các nhà bếp với nhiều thiết bị với mục đích duy nhất là để giảng dạy. nhưng khu bếp này sẽ bao gồm từ 6 tới 12 khu làm việc, và mỗi khu sẽ trang bị bếp lò, bồn rửa và các dụng cụ nhà bếp khác.

## Định nghĩa bếp công nghiệp
Bếp công nghiệp có thể hiểu đơn giản là nơi chế biến thức ăn với số lượng lớn trong một khoản thời gian ngắn nhằm phục vụ cho nhiều người sử dụng ở những nơi như nhà hàng, quán ăn, canteen tại xí nghiệp, trường học v…v. Các cơ sở chế biến và phục vụ thức ăn này phải chấp hành nghiêm chỉnh các quy định về vệ sinh an toàn thực phẩm. Để hạn chế việc nhiễm bẩn có thể xảy ra,các công đoạn trong khu bếp công nghiệp được khép kín từ khâu sơ chế tới khi thức ăn đã được hoàn thành. Các công đoạn chế biến thực phẩm cho công cộng này được chia ra làm các khu riêng biệt gồm: Khu vực nhận thực phẩm, phòng lạnh, bảo quản chung thực phẩm, khu vực sơ chế, khu vực đun nấu, khu giữ mắt và phân chia thức ăn, khu rửa bát. Bếp công nghiệp thường bao gồm cả các phòng ăn, trong một vài trường hợp việc chế biến thức ăn được tiến hành ở gần khu phân chia thức ăn và khu cà phê. Bếp công nghiệp đầu tiên được đưa vào hoạt động tại Ivanovo vào năm 1925.

## Nguyên liệu
Nguyên liệu khu bếp công nghiệp phải được đơn giản hóa nhằm dễ dàng lau chùi và bảo trì.
Thép không gỉ (inox) là vật liệu thường được sử dụng để phủ bề mặt cố định của máy móc, thiết bị. Do môi trường trong khu bếp thường ẩm nóng và nhiều dầu mỡ nên các thiết bị làm bằng các vật liệu khác dễ bị gỉ, bám bẩn và hỏng nhanh chóng. Các thiết bị inox trong bếp bao gồm: Bàn Inox, Giá kệ Inox, Bàn chậu Inox, Xe inox, Quầy Inox.
Khu bếp công nghiệp được xây dựng với cửa sổ và cửa ra vào cách ly với bên ngoài cũng với việc sử dụng điều hòa không khí sẽ giúp giảm bớt nguy cơ thực phẩm bị nhiễm khuẩn. Khi các quy trình chế biến thức ăn trở nên phức tạp hơn thì yêu cầu về vệ sinh an toàn thực phẩm cũng trở nên khắt khe hơn và khoảng cách giữa khu bếp với thực khách trở nên xa hơn.

## Các khu của bếp công nghiệp
1. Khu giao nhận
2. Khu kho
3. Khu sơ chế
4. Khu nấu
5. Khu soạn chia
6. Khu phục vụ
7. Khu rửa

## Thiết bị bếp công nghiệp
Thiết bị bếp công nghiệp được chia thành năm loại chính đó là: thiết bị nấu, thiết bị sơ chế, thiết bị bếp inox, thiết bị lạnh công nghiệp, thiết bị điện bếp công nghiệp. Các thiết bị này được dùng để phục vụ, chế biến, trưng bày thực phẩm hay được sử dụng vào việc làm sạch thực phẩm, dụng cụ, bát đĩa trong nhà bếp.
1. Thiết bị nấu: Thiết bị tạo nhiệt và hơi nóng để đun, nấu và nướng thực phẩm.
2. Thiết bị sơ chế: dùng sơ chế cắt, chặt, xay, thái nhỏ thực phẩm.
3. Thiết bị bếp inox: thiết bị bằng inox dùng trong khu vực bếp công nghiệp bao gồm: Bàn inox, giá kệ inox, bàn chậu inox, quầy inox, xe inox…
4. Thiết bị lạnh công nghiệp: Thiết bị giữ lạnh hoặc đông nhằm bảo quản thực phẩm
5. Thiết bị điện bếp công nghiệp: Thiết bị nấu, nướng, giữ nóng thức ăn bằng điện.